# Малышка Шерри
«Малышка Шерри» (англ. Sherrybaby) — драматический фильм 2006 года режиссёра Лори Коллье. Впервые был показан 25 января 2006 года на кинофестивале «Сандэнс».

## Сюжет
Шерри Суонсон получает условно-досрочное освобождение, и выйдя из тюрьмы пытается наладить свою жизнь — восстановить отношения с дочерью и избавиться от героиновой зависимости.

## В ролях
| Актёр              | Роль                   |
| ------------------ | ---------------------- |
| Мэгги Джилленхол   | Шерри Суонсон          |
| Брэд Уильям Хэнке  | Бобби Суонсон          |
| Сэм Боттомс        | Боб Суонсон-старший    |
| Кейт Бертон        | Марсиа Суонсон         |
| Джанкарло Эспозито | офицер по УДО Эрнандес |
| Дэнни Трехо        | Дин Уолкер             |
| Мишель Хёрст       | Дороти Вашингтон       |

## Награды и номинации
- 2006 — номинация на премию «Ассоциации кинокритиков Чикаго» в категории «Лучшая актриса» (Мэгги Джилленхол).
- 2006 — 2 премии кинофестиваля в Карловых Варах в категориях «Лучшая актриса» (Мэгги Джилленхол) и «Лучший фильм» (Лори Коллье).
- 2006 — номинация на премию «Спутник» в категории «Лучшая женская роль» (Мэгги Джилленхол).
- 2006 — 2 премии Стокгольмского кинофестиваля в категориях «Лучшая актриса» (Мэгги Джилленхол) и «Лучший фильм» (Лори Коллье).
- 2006 — номинация на премию «Grand Jury Prize» кинофестиваля Сандэнс в категории «Драма» (Лори Коллье).
- 2007 — номинация на премию «Золотой глобус» в категории «Лучшая женская роль — драма» (Мэгги Джилленхол).

## Отзывы
Фильм получил преимущественно положительные отзывы кинокритиков. На сайте Rotten Tomatoes у фильма 75 % положительных рецензий из 67. На Metacritic — 66 баллов из 100 на основе 18 рецензий.